# Max Reich
Max Gustav Hermann Reich (Görlitz, 16 de maio de 1874 — Göttingen, 20 de janeiro de 1941) foi um físico alemão.